# Kent Brockman
Brock Kentman, mais comumente chamado de Kent Brockman, é um personagem do desenho animado Os Simpsons, dublado por Harry Shearer. Ele é o âncora do Jornal do canal 6, faz o programa 'Smartline' e apresenta os programas “De Olho em Springfield” e “Meus 2 Centavos”. Kent Brockman é uma das grandes personalidades da cidade de Springfield.
Ele já ganhou na loteria, mas não chegou a abandonar o seu emprego por isso. Já chegou a ser demitido do trabalho por ter dito um palavrão em pleno ar, mas foi readmitido no fim do episódio. Também se candidatou a prefeitura de Springfield quando Joe Quimby foi deposto e todos começaram a entrar na corrida eleitoral, mas perdeu assim como todos pela insuficiência de votos e Quimby voltou ao poder. Na casa da Árvore dos Horrores Kenty Brockman já foi morto por Marge Simpson no episódio Mr. And Mrs.Simpson. Onde Homer ordenado por Montgomery Burns tenta matar Kenty Brockman. Pois é um assassino de aluguel. Mas Marge também é uma matadora profissional nesse episódio, e no fim eles elaboram uma ultra luta com armas.

## Perfil
Kent Brockman hospeda o noticiário da semana do Canal 6, bem como o Smartline, um programa local de assuntos atuais (uma paródia do programa nacional de assuntos atuais Nightline), Bite Back! Com Kent Brockman (uma paródia de Fight Back! Com David Horowitz), Eye on Springfield (uma paródia de Eye on LA ), que se concentra principalmente nas notícias de entretenimento de Springfield, o game show Springfield Squares e tem seu próprio segmento de comentário pessoal. Notícias das seis da tarde, "My Two Cents".
Como visto em um flashback da década de 1960 no episódio "Mother Simpson", Brockman era conhecido como Kenny Brockelstein no início de sua carreira. Brockman tem uma filha, Brittany, que pode ter sido o produto de sua aventura com a garota do tempo do Channel 6.
Em "Kamp Krusty", Brockman revela ter, durante sua carreira, reportado sobre a Guerra do Vietnã, a Guerra Soviética-Afegã de 1979-89 e a Guerra do Golfo de 1991.
Em "Dog of Death", Brockman ganhou o jackpot de loteria estadual multimilionário (US $ 130 milhões) e deixou o setor de notícias enquanto ainda estava no ar. No entanto, ele permaneceu como âncora de notícias porque estava sob contrato, embora também admitisse que gosta de ganhar US $ 500 mil por ano. Ele tem uma rixa em curso com o repórter de trânsito Arnie Pye, e foi mostrado para criticar os relatos de Pye e também até ri quando se pensava que Pye morrera em um acidente de helicóptero. Quando Arnie Pye assumiu a posição de âncora de Brockman, ele admitiu no ar que ele fez com a filha de Brockman, mas com certeza notaria que era "o adulto", revelando Brockman ter uma filha adulta.
Tem sido sugerido que Brockman é etnicamente judeu, tendo mudado seu sobrenome de Brockelstein. Ele às vezes pode ser visto usando o símbolo hebraico Chai em um colar. Ele é visto várias vezes frequentando a igreja protestante do Reverendo Lovejoy, e em 'Marge on the Lam, afirma sua crença no Livro de Apocalipse, sugerindo que ele professa crenças religiosas cristãs.
A tendência de Brockman de usar linguagem ofensiva contra ele no episódio 400, "You Kent Always Say What You Want", onde, depois de Homer acidentalmente derramar café na virilha de Brockman, ele grita o que Ned Flanders chama de "super palavrão" que choca todo mundo Assisti isso. Brockman foi rebaixado a homem do tempo devido à estação pagar uma multa à Comissão Federal de Comunicações (FCC) e logo foi demitido quando os executivos da rede deliberadamente confundiram um anel de Splenda no café de Brockman com cocaína. Brockman mais tarde foi dado seu trabalho de volta para silenciá-lo (depois de fazer uma exposição que foi visto no YouTube descobrindo a verdadeira razão pela qual a FCC está reprimindo a obscenidade na mídia), com um aumento de 50%, fazendo com que seu novo salário seja de US $ 750.000 por ano.

## Criação e inspirações
Kent Brockman apareceu pela primeira vez na televisão no episódio da primeira temporada "Krusty Gets Busted", que foi ao ar originalmente em 29 de abril de 1990. O personagem foi baseado nos âncoras de Los Angeles Hal Fishman e Jerry Dunphy. O diretor de "Krusty Gets Busted", Brad Bird, desenhou o personagem e modelou-o após o apresentador Ted Koppel. Outra influência no personagem foi Ted Baxter do The Mary Tyler Moore Show, interpretado por Ted Knight. Dunphy estava orgulhoso do fato de Brockman ser baseado nele e diria às pessoas que ele era Kent Brockman.

## Influência cultural
O autor do livro Planet Simpson: How a Cartoon Masterpiece Documented an Era and Defined a Generation, Chris Turner, disse que "se a instituição das Notícias tem um único rosto icônico em Os Simpsons, é o de Brockman" e que "no jornalismo de Brockman , vemos alguns dos preconceitos mais feios da mídia noticiosa moderna", que ele identifica como loquacidade, amplificação e sensacionalismo. O MSN chamou Brockman de um dos piores âncoras de noticiários de TV.
"You Kent Always Say What You Want" foi bem recebido pela crítica. IGN considerou-o o segundo melhor episódio da temporada.

## Produtos
A Playmates Toys criou uma figura de ação de Kent Brockman para sua linha de brinquedos World of Springfield, lançada em julho de 2001.
- Turner, Chris (2004). Planet Simpson: How a Cartoon Masterpiece Documented an Era and Defined a Generation. Foreword by Douglas Coupland. 1st ed. Toronto: Random House Canada. ISBN 978-0-679-31318-2. OCLC 55682258
- (həd)pe:  Song I.F.O..